# Емишево (Ярославская область)
Емишево — деревня, административный центр Артемьевского сельского округа и Артемьевского сельского поселения Тутаевского района Ярославской области . Поселение носит традиционное название по расположенной западнее деревне Артемьево, где ранее был сельсовет , но администрация размещается в более крупной и благоустроенной деревне Емишево.
Деревня находится на западе сельского поселения, в 10 км к северо-западу от Тутаева. Она расположена с северной стороны от федеральной трассы Р151 Ярославль—Рыбинск на участке Тутаев — Рыбинск, на удалении 3 — 4 км от правого берега Волги. Волга напротив Емишева образует выступающую излучину, на самом мысу которой к северо-востоку от Емишево стоит деревня Мишаки. Емишево находится вблизи небольшого волжского притока Вздериножка. Ниже Емишево по течению этой речки стоит деревня Шелково и, при впадении в Волгу, Новоселки. В стону Тутаева по федеральной трассе расположены деревня Лыкошино и Лазарцево, а в сторону Тутаева компактно расположенные деревни Антифьево, Шеломки и Кузилово. На север от Емишево, между автомобильной трассой и волжским берегом стоит деревня Никифорово, на юго-запад от Емишево, отделённая от него федеральной трассой стоит деревня Есюки .
Долина реки Вздериножка является живописной местностью, одной из пейзажных достопримечательностей района. Усадебный парк деревни Емишево включен в перечень «Особо охраняемых природных территориях Ярославской области», утверждённый постановлением Администрации Ярославской области от 21.01.2005г. №8..
Село Емишево указано на плане Генерального межевания Борисоглебского уезда 1792 года. В 1825 Борисоглебский уезд был объединён с Романовским уездом. По сведениям 1859 года село относилось к Романово-Борисоглебскому уезду .
На 1 января 2007 года в деревне Емишево числилось 353 постоянных жителя , что является результатом активного строительства жилья в последние годы Советской власти. По карте 1975 г. в деревне жило только 32 человека. В деревне преобладает застройка многоквартирными домами. Деревню обслуживает два почтовых отделения, находящихсяся в городе Тутаев. Почтовое отделение Тутаев обслуживает дома на улицах Центральная (30 домов) и Колхозная (17 домов). Почтовое отделение Тутаев-3 обслуживает дома на улицах Цветочная (32 дома), Парковая (5 домов) и Староемишевская (20 домов) .